# Індійсько-сербські відносини
Індійсько-сербські відносини (гінді भारतीय-सर्बियाई संबंध, серб. индијско-српски односи) — історичні та поточні двосторонні відносини між Індією та Сербією.
Індія має посольство в Белграді, а Сербія — посольство в Нью-Делі і почесне консульство в Ченнаї.

## Історія

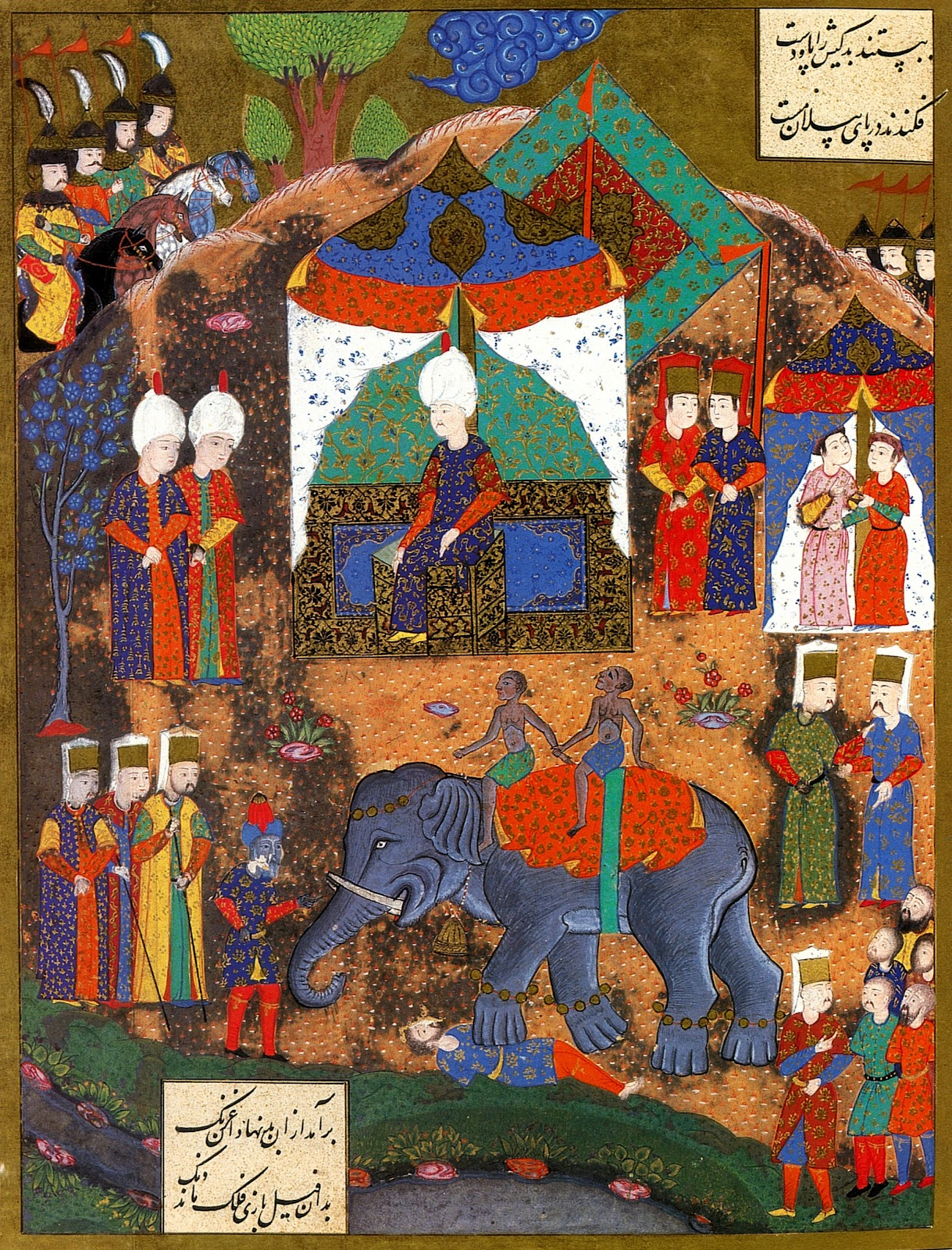
Османська мініатюра із зображенням двох індійських махаутів (наїзників), які виконують страти слоном поблизу Белграда, XVI ст.

1926 року Рабіндранат Тагор прочитав дві лекції в Белградському університеті.
У добу холодної війни як Індія, так і Югославія, ключовою республікою у складі якої була Сербія, розвивали близькі дружні відносини, намагаючись підтримувати мирне співіснування між націями та ставши важливими союзницями в рамках Руху неприєднання, засновницями якого вони були. Особливо тісні стосунки склалися між президентом Югославії Йосипом Брозом Тіто та першим прем'єр-міністром Індії Джавахарлалом Неру, а з 1970-х років дві вулиці у Белграді (район Новий Белград) назвали на честь Махатми Ганді та Джавахарлала Неру, встановивши там у 1990-х роках погруддя цих двох лідерів.
Індія була однією з держав, які виступили співавторами пропозиції щодо повторного прийому Союзної Республіки Югославії до Організації Об'єднаних Націй у 2000 році.
Під час повеней у Південно-Східній Європі 2014 року Індія пожертвувала Сербії 100 000 доларів гуманітарної допомоги. У 2016 році ВПС Росії оголосили, що протягом року організовуватимуть спільні військові навчання для Сербії, Росії, Білорусі, Єгипту та Індії.
Індія підтримує позицію Сербії відносно Косова і підтримує процес інтеграції Сербії в ЄС. Під час свого візиту до Белграда у 2013 році міністр закордонних справ Індії Преніт Каур заявила, що вона надіється, що Сербія продовжить підтримувати реформи в міжнародних органах, включаючи ООН і заявку Індії стати постійним членом Ради безпеки ООН. В інтерв'ю для місцевих ЗМІ посол Індії в Сербії Наріндер Чаухан заявив, що «незважаючи на розпад Югославії, наші політичні відносини продовжують бути винятковими, відзначаючись давньою традицією взаємної підтримки з питань, що становлять основний інтерес... Викликає величезне задоволення, що Сербія також підтримує міжнародну роль Індії. Індія вбачає у Сербії надійного партнера».
8 травня 2015 року президент Сербії Томіслав Ніколич, перебуваючи в Москві з нагоди Параду Перемоги, зустрівся з президентом Індії Пранабом Мукерджі.
9—13 січня 2017 року прем'єр-міністр Сербії Александар Вучич перебував із багатоденним візитом в Індії.

## Культурні відносини
Сербія була однією з країн, яка виступила співавтором пропозиції Нарендри Моді в ООН щодо Міжнародного дня йоги.